# Nodaria aesoapusalis
Nodaria aesoapusalis là một loài bướm đêm trong họ Noctuidae.